# Roddy White
Sharod Lamor "Roddy" White (urodzony 2 listopada 1981 roku w James Island w stanie Karolina Południowa) – amerykański zawodnik futbolu amerykańskiego, grający na pozycji wide receiver. W rozgrywkach akademickich NCAA występował w drużynie University of Alabama at Birmingham.
W roku 2005 przystąpił do draftu NFL. Został wybrany w pierwszej rundzie (27. wybór) przez zespół Atlanta Falcons. W drużynie z Georgii występuje do tej pory.
White czterokrotnie (2008 - 2011) został powołany do meczu gwiazd Pro Bowl, a raz (2010) do najlepszej drużyny ligi All-Pro.